# Ptinus comptus
Ptinus comptus là một loài bọ cánh cứng trong họ Ptinidae. Loài này được Chevrolat miêu tả khoa học năm 1873.